# Проблема оставшихся во Вьетнаме американских военнопленных

Флаг Национальной лиги семей пропавших без вести и военнопленных (POW/MIA flag), которая была создана в 1971 году, когда Война во Вьетнаме всё ещё продолжалась

Проблема оставшихся во Вьетнаме американских военнопленных касается вероятного существования значительного числа военнопленных из США, которые не были возвращены на родину после окончания Войны во Вьетнаме и заключения Парижских соглашений.

## Истоки проблемы
Еще во время самой Вьетнамской войны недостаток источников информации в Северном Вьетнаме способствовал отсутствию у США информации о точном числе военнопленных, находящихся в руках противника. Нередко власти полагались на сведения из вьетнамских новостных заметок и радиоэфиров, не всегда неточных, а также на списки имен, переданные небольшим числом американских военнопленных, которые оказались на свободе к тому моменту. Департамент Обороны (англ. Department of Defense) вёл списки: убитых в бою, убитых в бою, чье тело не было подобрано, военнопленных, пропавших на поле боя. Цифры разнились, но ожидалось возвращение после окончания боевых действий примерно 600 человек (фактически вернулся 591 человек). Этой проблемой занимались такие организации, как:
- National League of POW/MIA Families
- National Alliance of Families (основан в 1990)

Вопросом также много занимался американский политик Росс Перо. 
В середине 1980-х годов американцы и вьетнамцы встречались и вели совместную работу по возвращению останков погибших американских военнослужащих, которые находились в руках Вьетнама. Аналогичная работа проводилась в Лаосе, в Камбодже же ей мешали политические сложности. 
Однако не все в США были удовлетворены предпринимаемыми услиями. Полковник ВВС в отставке Джей Бейли пытался провести собственную операцию. Ему удалось собрать деньги, но небольшое судно так и не покинуло док. Несколько поездок в Юго-Восточную Азию с целью установить местонахождение военнопленных предпринял Бо Гриц. По некоторым сведениям, американское спецподразделение Дельта дважды начинало готовиться к миссии по освобождению военнопленных, но оба раза операция отменялась.
Ветеран Вьетнама Боб Смит, став парламентарием, сделал проблему оставшихся военнопленных одной из главных тем своей деятельности. 14 поездок в ЮВА для сбора информации о военнопленных за свой счет совершил американский политик и мэр Том Уолш.
В своем интервью 2002 года камбоджийский государственный деятель Пен Сован сообщил, что слышал от своих охранников об американских военнопленных, когда сам был заключенным. По его мнению, некоторых из них отправляли в СССР.
Во время кампании Джона Керри на президентских выборах 2004 года тема поднималась вновь. Керри обвиняли в уничтожении и замалчивании улик, свидетельствовавших о существовании выживших военнопленных во время его нахождения во главе Комитета Керри, он же отрицал эти обвинения.

## В культуре
- Хорошие парни ходят в чёрном
- Рэмбо: Первая кровь 2
- Без вести пропавшие 2: Начало
- Неотмщённый